# Перикле Папахаджи
Перикле Папахаджи (на румънски: Pericle Papahagi) е румънски учен - езиковед, етнограф и фолклорист, от арумънски произход, член-кореспондент на Румънската академия (1916).

## Биография
Папахаджи е роден в 1872 година в голямото македонско влашко (арумънско) село Авдела, тогава в Османската империя, днес в Гърция. Негов племенник е Таке Папахаджи. Учи в Авдела. Завършва Румънския лицей в Битоля в 1891 г. Преподава в лицея от 1895 до 1898 година. Участва в редакционния комитет на списание „Фръцилия“. После учи в Букурещ и в Лайпцигския университет, където защитава докторат по филология. Преподава в Солун и Гюргево, а след това в гимназията в Силистра, на която е и директор.
Издава произведенията на Теодорос Кавалиотис, Константин Укута и Даниил Москополец. Публикува „Арумънска или македонорумънска граматика“ (Gramatica aromână sau macedoromână) на Михаил Бояджи (Бояджиу) и „Исторически изследвания на Балканския полуостров“ (Studii istorice asupra Peninsulei Balcanice) на Йоан Караджани. Всички тези редки творби са с голямо значение за румънското езикознание. Папахаджи се занимава с историята, географията, етнографията и фолклора на арумъните. Разширява и изследванията върху мъгленорумъните. Изследва балканската топонимия. Под егидата на Румънската академия публикува богат фолклорен материал, събран от почти всички региони, обитавани от арумъните.
Перикле Папахаджи е назначен за директор на местния лицей в Силистра по време на румънската власт в Южна Добруджа. В сътрудничество с Николае Бънеску създава и публикува колекция от печати от средновековния Дръстър. След възвръщането на Силистра към България през 1940 година тази колекция е евакуирана и днес се съхранява в Националния исторически музей на Румъния.

## Трудове
- Din literatura poporană a aromânilor, 2 vol. (1900)
- Românii din Meglenia. Texte și gosar (1900)
- Meglenoromânii. Studiu etnografico-filologic, 2 vol. (1902)
- Graie aromâne (1905)
- Basme aromâne și glosar (1905)
- Papahagi, Pericle. Scriitori aromâni din sec. XVIII.   București, Inst. de Arte Grafice „Carol Göbl“ S-sor Ion St. Rasidescu, 1909.
- Din trecutul cultural al aromânilor (1912)
- Poesia înstăinării la aromâni (1912)
- Numiri etnice la aromâni (1925)
- Urme românești în toponimia Peninsulei Balcanice (1925)
- Macedoromânuu sau aromânii (1927)
- "Un veac de poezie aromână", Hristu Cândroveanu 1985.